# Rannaküla (Emmaste)
Rannaküla est un village de la commune de Emmaste du Comté de Hiiu en Estonie.
Au 31 décembre 2011, il compte 33 habitants.